# Nicolás Cicileo
Nicolás Cicileo (n. Buenos Aires, 1 de octubre de 1993) es un jugador argentino de hockey sobre césped que se desempeña tanto de defensa como de volante en el Club Ciudad de Buenos Aires. En 2014 fue convocado a la selección mayor de Argentina que disputó el Champions Trophy en India.